# Ōfunato, Iwate
Ōfunato (大船渡市 ōfunato shi) là một thành phố thuộc tỉnh Iwate, Nhật Bản.